# Крыжановский, Дмитрий Евдокимович
Дмитрий Евдокимович Крыжановский (1914, Енакиево, Екатеринославская губерния (ныне Донецкой области, Украина) — 24 июля 1944 село Шерпены, Кишинёвский уезд, Молдавская ССР, СССР (ныне в Новоаненском районе, Молдовы) — участник Великой Отечественной войны, командир отделения 352-й отдельной разведывательной роты 295-й стрелковой дивизии 32-го стрелкового корпуса 5-й ударной армии 3-го Украинского фронта, старший сержант. Закрыл своим телом амбразуру пулемёта.

## Биография
Родился в 1914 году в Енакиево.
В 1941 году Ворошиловградским РВК (по другим данным Кировградским РВК) был призван в РККА.
С октября 1941 года участвовал в боях на Южном Северо-Кавказском фронтах, с 20 октября 1943 года на 3-м Украинском фронте. За разведку переднего края противника 14 и 18 мая 1944 года в районе Дороцкого и Косинца (Дубоссарский район) был награждён медалью «За отвагу».
Отличился 14 июля 1944 года в ходе разведки с целью взятия «языка». На тот момент 295-я стрелковая дивизия находилась на Шерпенском плацдарме и готовилась к участию в Ясско-Кишинёвской операции. Являясь командиром разведгруппы, старший сержант Крыжановский скрытно подвёл группу к траншеям противника, но тем не менее, группа была обнаружена, и противник открыл по ней огонь из пулемёта, расположенного в дзоте. Тогда командир отделения, являясь старшим в группе, броском достиг амбразуры и накрыл её своим телом. Разведгруппа, пользуясь этим, ворвалась в траншею и захватила пленного.
Старший сержант Крыжановский был похоронен в двух километрах юго-восточнее села Шерпены на правом берегу Днестра
Командиром роты Д. Е. Крыжановский был представлен к званию Героя Советского Союза, но представление не было поддержано на уровне Военного совета фронта и герой был награждён лишь орденом Отечественной войны 1 степени посмертно.